# Sävtorpet
Sävtorpet är ett soldattorp i byn Acktjära, norra delen av Hanebo socken, Bollnäs kommun, invid vägen som leder till grannbyn Kvarnböle.

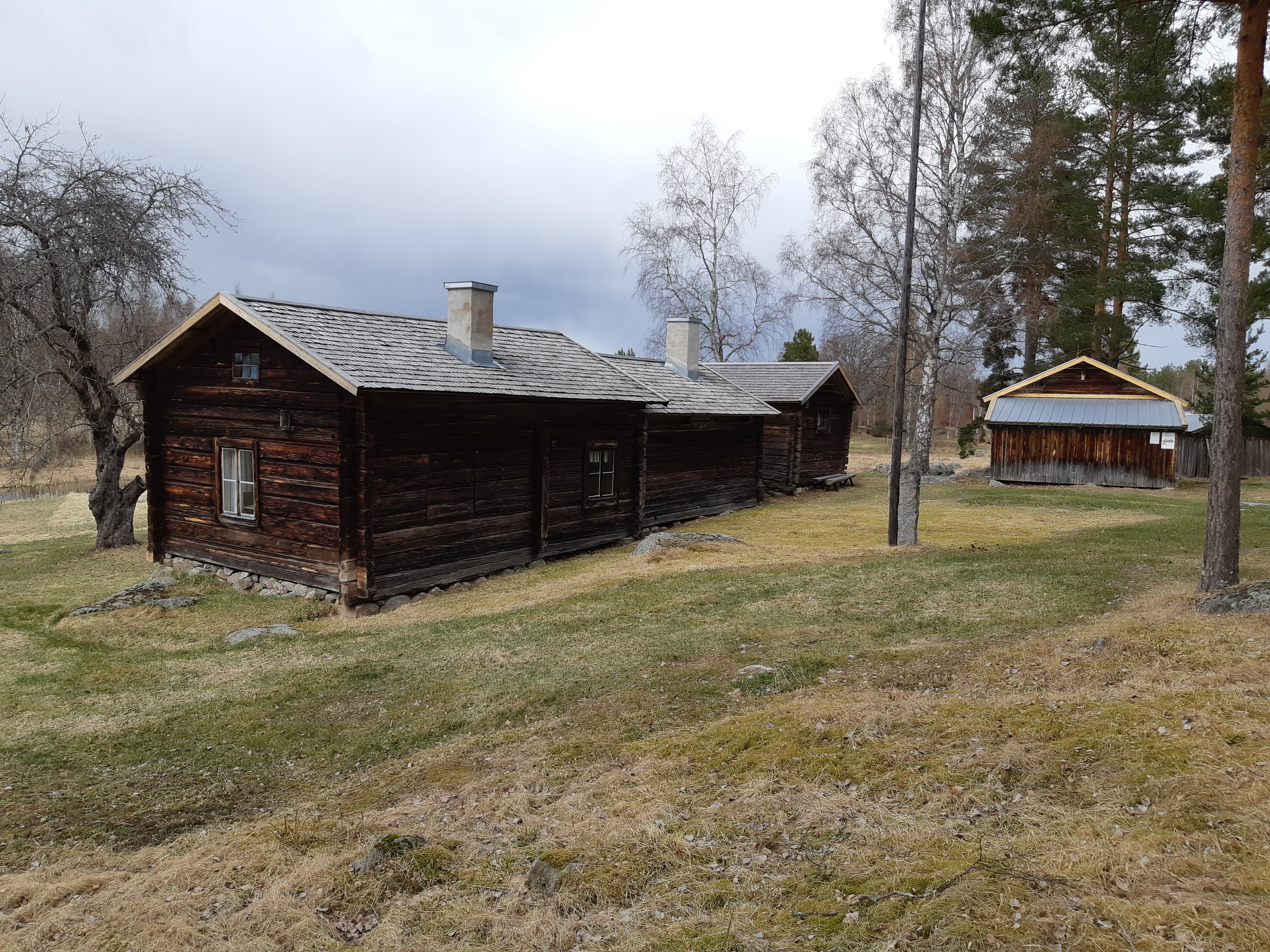
Fotografi på Sävtorpet från söder.

## Historik
Karl XI startade indelningsverket 1675. I Acktjära bildade hemmanen Acktjära 1, 2 och 5 en rote som skulle hålla en soldat. De äldsta delarna av torpet härstammar från sent 1600-tal. Den siste indelte soldaten på Säfstorpet var Per Persson Sääf som avgick den 26 juni 1877. De sista som bodde på torpet var syskonen Karin Johansson ”Säv-Kari” 1878–1965 och Lars Olof Johansson ”Säv-Lars” 1883–1966. År 1962 flyttade de från torpet till Hällagården i Kilafors. År 1968 köpte Hanebo Hembygdsförening in torpet på auktion och är sedan dess ägare.
Sävtorpet, som finns med i projektet Hälsingegårdar, är en helt unik soldattorpsmiljö på sin ursprungliga plats.

## Verksamhet vid torpet
Under flera år höll Hanebo-Segersta församling friluftsgudstjänst vid torpet i samarbete med Acktjära Bygdeförening och Hanebo Hembygdsförening.  
En musikkväll anordnas under juli månad av Bygdeföreningen och Hembygdsföreningen tillsammans, den leddes under många år av riksspelmannen Hugo Westling, som var född i Acktjära. 
Scener från programmet Historien om Sverige (dokumentärserie) spelades in vid Sävtorpet under år 2022, programmet sänds i STV1 under vårvintern 2024. Här bistod Hanebo hembygdsförening i samarbete med Acktjära Bygdeförening  att förmedla kontakter för mathållning och övernattningar. I den tidsenliga  menyn som ingick vid inspelningen av bröllopscener,.där lagades bland annat festlig gröt samt ostkaka från Hanebobygden. Flera statister kom från Hanebo, den yngste var en pojke på två år som deltog med sin mamma.